# KVerbos
KVerbos es un programa informático para el entorno de ventanas KDE. Consiste en un programa educativo que permite practicar la conjugación de verbos en español. 
El programa contiene una sólida colección de verbos. Se puede elegir un verbo de entre 9000 existentes para practicar la conjugación y los tiempos.
Al escoger un verbo, se presenta una imagen en rompecabezas que se complementará a partir de las respuestas correctas. Cuenta con reloj que muestra el tiempo transcurrido y el restante.
Una característica interesante de la última versión es el uso de KFeeder. Se trata de un programa independiente que el usuario debe instalar por separado si desea utilizarlo. Si está instalado se podrá observar el progreso del aprendizaje en un perro que corre, que será alimentado con huesos si es un buen alumno. En caso contrario holgazaneará la mayor parte del tiempo.